# Биљио Инфериоре (Леко)
Биљио Инфериоре је насеље у Италији у округу Леко, региону Ломбардија.
Према процени из 2011. у насељу је живело 8 становника. Насеље се налази на надморској висини од 477 м.